# 天王寺ミオプラザ館

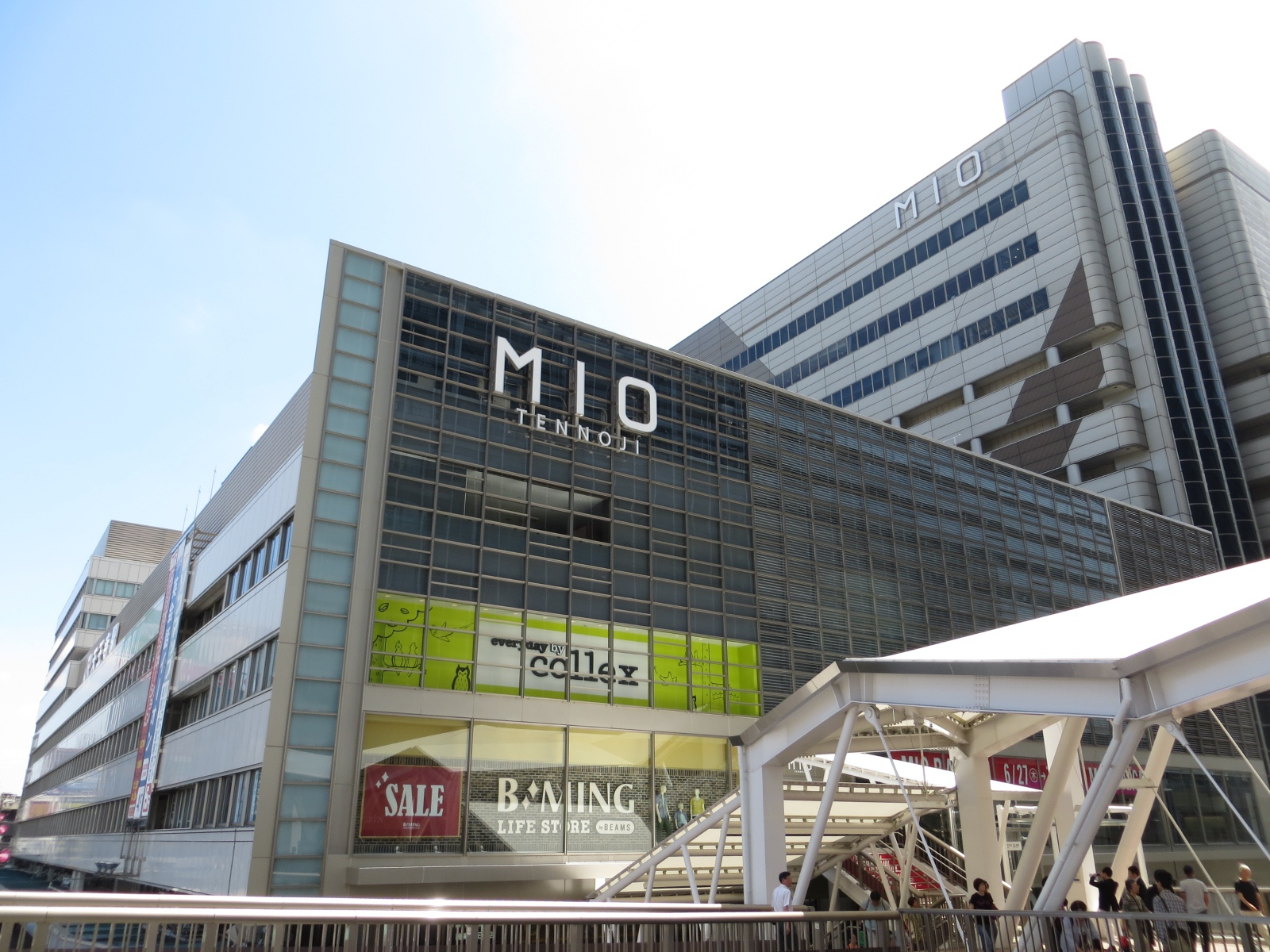
天王寺ミオプラザ館（2013年6月）
（画像手前。奥のビルは天王寺ミオ本館）

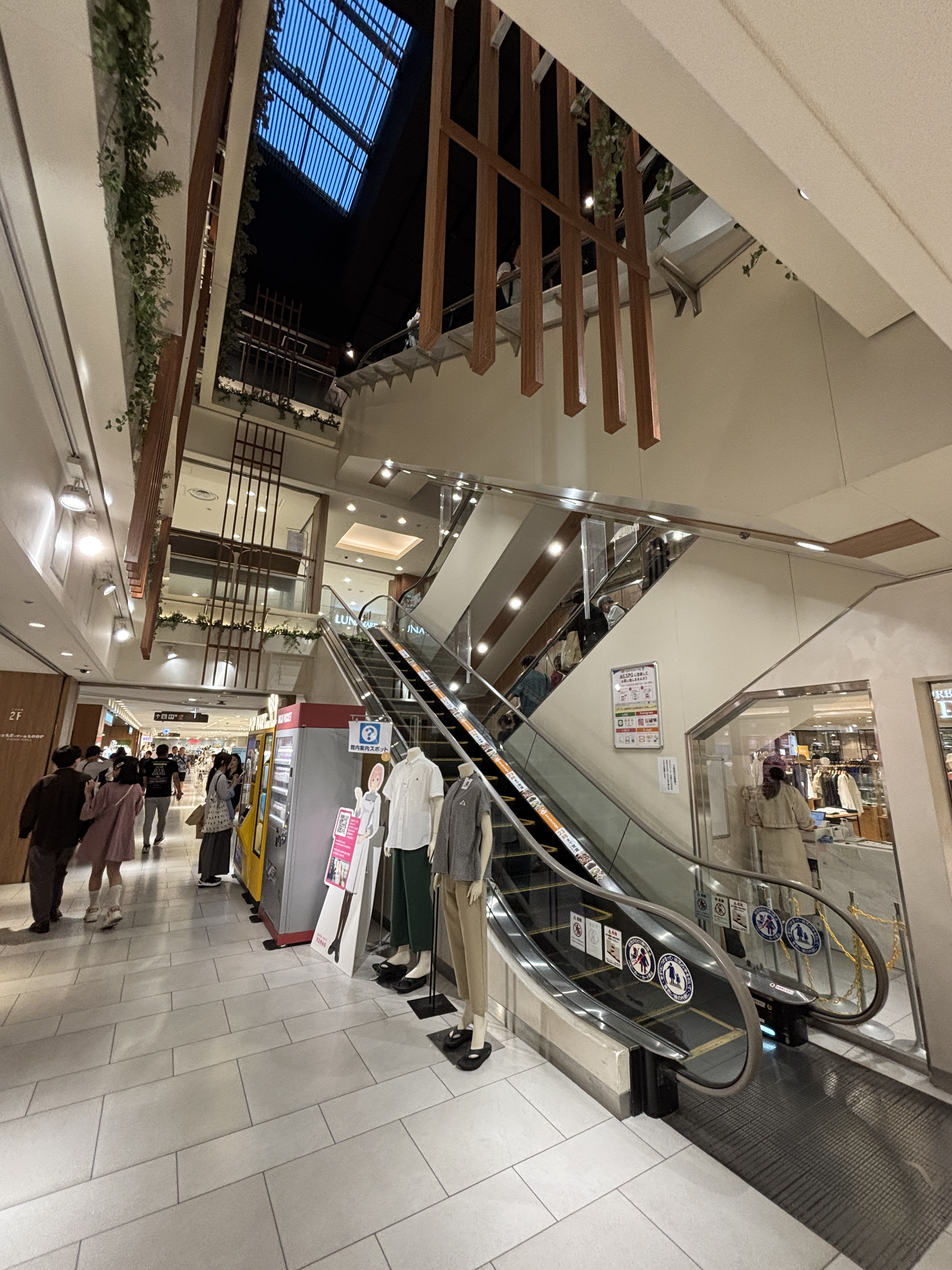
アトリウム

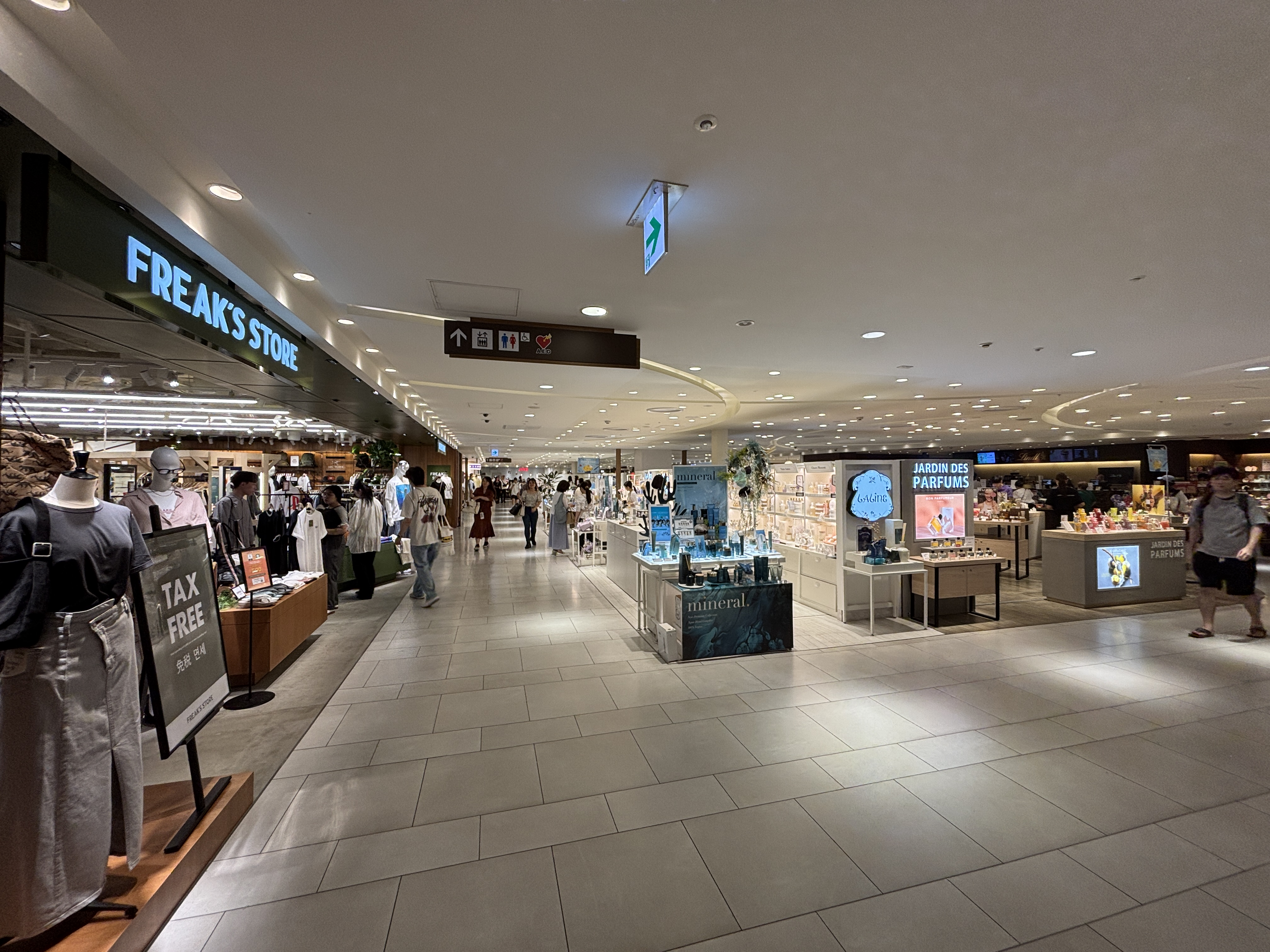
2階

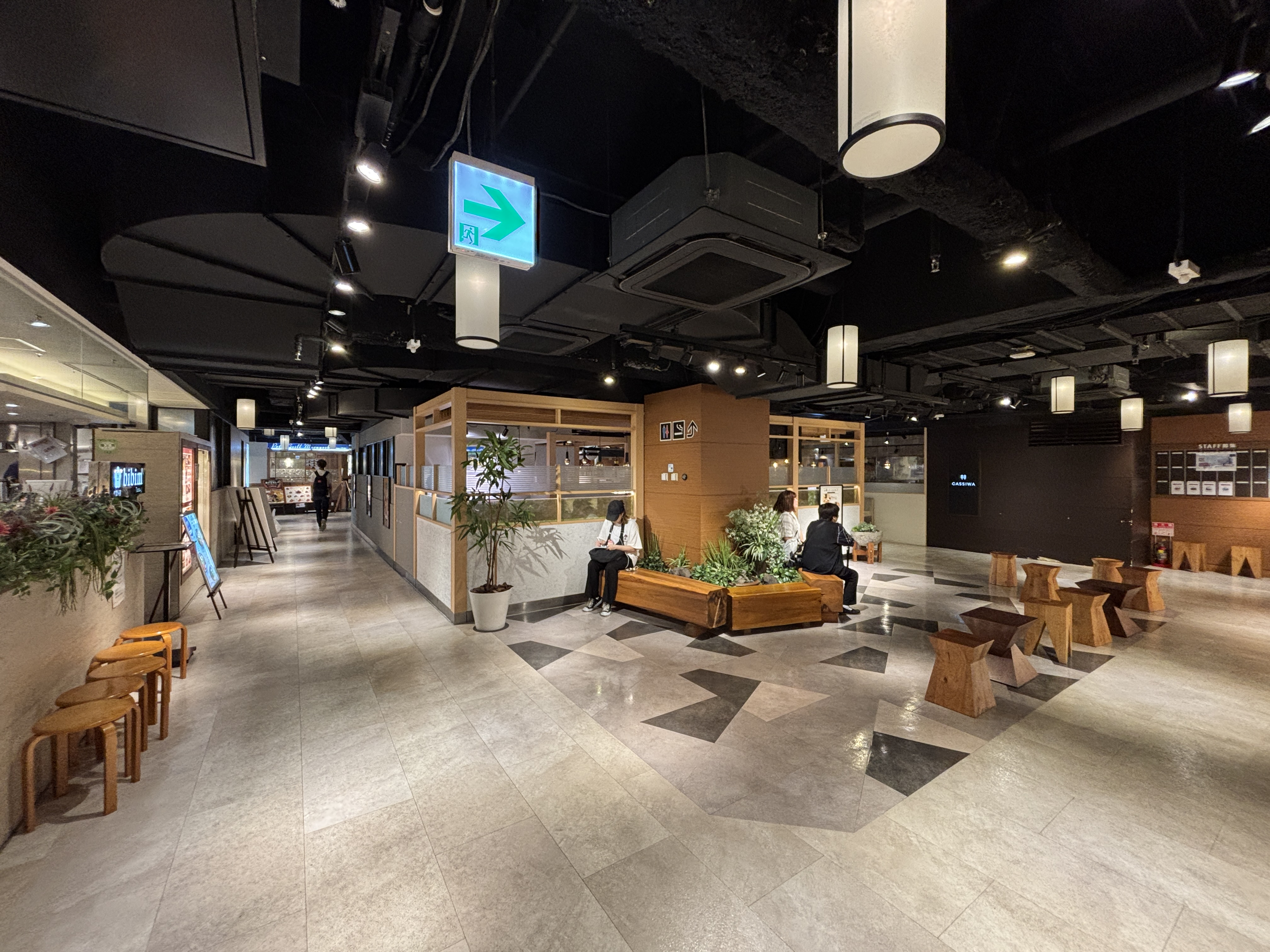
4階

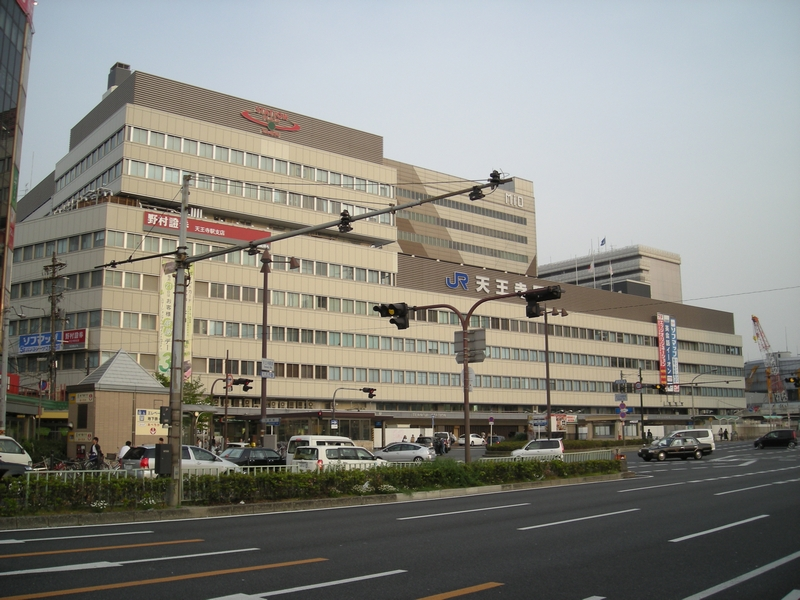
ステーションプラザてんのうじ時代（2010年5月）
（耐震化工事後）

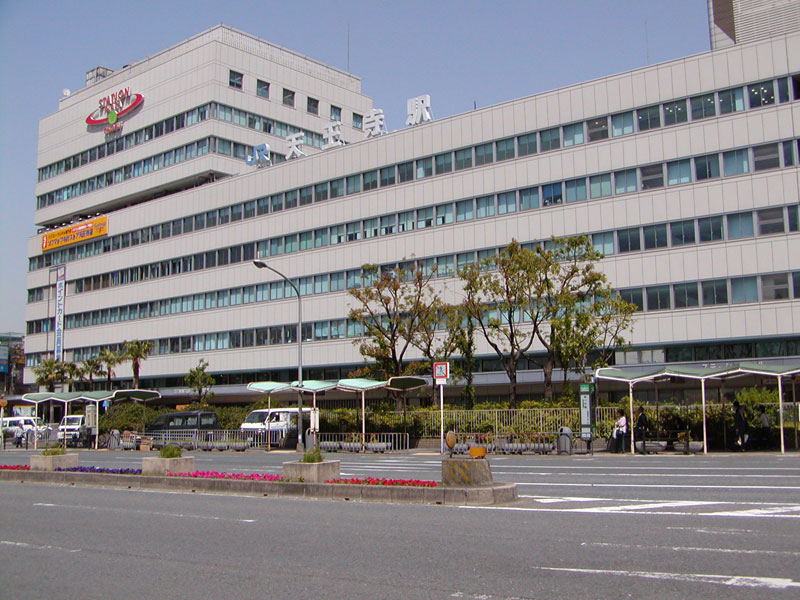
ステーションプラザてんのうじ時代（2007年5月）
（耐震化工事前）

天王寺ミオプラザ館（てんのうじミオプラザかん）は、大阪府大阪市天王寺区のJR西日本天王寺駅の駅ビルにあるショッピングセンターである。
本項目では、旧名称の天王寺ステーションデパート、ステーションプラザてんのうじだった時代の沿革についても記述する。

## 概要
天王寺駅の駅ビルが竣工した1962年に開業。当初は「天王寺ステーションデパート」と称していたが、1994年12月に「ステーションプラザてんのうじ」に改称。フロアは天王寺駅のコンコース（1階部分）をふくむ地上8階、地下1階建て。
6階 - 8階には近鉄系・都ホテルズ&リゾーツ所属の天王寺都ホテルがあった（開業時から1983年までは大阪都ホテルと称した）。天王寺都ホテルの新館（現在の都シティ 大阪天王寺）が1992年に大阪阿部野橋駅東側に完成したのちは、「天王寺都ホテル本館」と名称変更し、2001年8月の本館閉館までは、併存して営業していた。閉館後は「ベンチャーポート天王寺」として営業されていたが2003年7月末をもってそれも閉鎖された。
また、かつて地下には映画館「天王寺ステーションシネマ」（こちらも近鉄系のきんえいが経営）もあった。

## 運営会社
現在の運営会社は、「JR西日本SC開発株式会社」であるが、合併前は「天王寺SC開発株式会社」であり、「ステーションプラザてんのうじ」時代は、「株式会社天王寺ステーションビルディング」が運営していた。出資比率はJR西日本が98.4%、JTBが1.6%。かつては近畿日本鉄道や南海電気鉄道も出資していたが、JR西日本が取得した。
2011年7月1日に、天王寺ミオ（現 天王寺ミオ本館）を運営する「天王寺ターミナルビル株式会社」が天王寺ステーションビルディングを吸収合併し、現在の名称となった。

## 沿革
- 1962年（昭和37年）9月21日 - 「天王寺ステーションデパート」として開業。
- 1963年（昭和38年）5月 - 8階にビアホールが開設。
- 1994年（平成6年）12月 - 「ステーションプラザてんのうじ」へ名称変更。
- 2003年（平成15年）3月 - 外装を青灰色から白色へ変更[3]。
- 2009年（平成21年）12月1日 - 耐震化工事を伴う全館改装（一部テナント除く）。
- 2011年（平成23年）7月1日 - 株式会社天王寺ステーションビルディングが天王寺ターミナルビル株式会社に吸収合併され天王寺SC開発株式会社が発足。「天王寺ミオプラザ館」へ名称変更。
- 2012年（平成24年）11月22日 - 1階および中2階先行リニューアルオープン。
- 2013年（平成25年）3月15日 - 全館リニューアルオープン。
- 2022年（令和4年）9月 - プラザ館開業から60周年。

## 過去に出店していたテナント
- 駸々堂書店
- 野村證券天王寺駅支店 - 2011年4月22日で閉店し、同年4月25日にあべのキューズモールへ移転オープン。
- ナカヌキヤJR天王寺店
- 木村屋 → CAFE Prego（カフェ プレーゴ）天王寺駅店
- 産直ごちそう館 かいぞく - 2015年1月4日で閉店